# Bahnstrecke Neede–Hellendoorn
| |                      |                                                       |                                                       |
| Streckenlänge: | 36,6 km              |                                                       |                                                       |
| Spurweite: | 1435 mm (Normalspur) |                                                       |                                                       |
| |                      |                                                       |                                                       |
| \| \| \| Bahnstrecke von Winterswijk \| \| \| \| \| Bahnstrecke von Hengelo \| \| \| \| 0,0 \| Neede \| Neede \| \| \| \| Bahnstrecke nach Doetinchem \| \| \| \| 2,2 \| Kisveld \| Kisveld \| \| \| 4,0 \| Noordijk \| Noordijk \| \| \| 7,9 \| Gelselaar \| Gelselaar \| \| \| \| Grenze Gelderland-Overijssel \| \| \| \| \| Schipbeek \| \| \| \| 10,7 \| Diepenheim \| Diepenheim \| \| \| \| Twentekanal \| \| \| \| \| ehem. Verbindungskurve nach Glanerbrug (bis 1935) \| \| \| \| \| Bahnstrecke Zutphen–Glanerbeek \| \| \| \| \| ehem. Verbindungskurve von Zutphen (bis 1972) \| \| \| \| \| Goor West \| \| \| \| \| Anschluss Bleicherei \| \| \| \| 17,9 \| Elsenerbroek \| Elsenerbroek \| \| \| 21,3 \| Enter \| Enter \| \| \| \| Bahnstrecke von Almelo \| \| \| \| 26,2 \| Rijssen \| Rijssen \| \| \| \| Bahnstrecke nach Deventer \| \| \| \| 29,8 \| Zuna \| Zuna \| \| \| 32,6 \| Anschluss Bleicherei \| Anschluss Bleicherei \| \| \| \| Anschluss Weberei \| \| \| \| 33,5 \| Nijverdal Zuid \| Nijverdal Zuid \| \| \| \| ehem. Verbindungskurve (bis 1972) \| \| \| \| \| Bahnstrecke Zwolle–Almelo \| \| \| \| \| ehem. Verbindungskurve von Nijverdal Noord (bis 1972) \| \| \| \| 34,2 \| Anschluss Bleicherei \| Anschluss Bleicherei \| \| \| 36,6 \| Hellendoorn \| Hellendoorn \| |                      |                                                       |                                                       |
| Strecke (außer Betrieb) |                      | Bahnstrecke von Winterswijk                           | Bahnstrecke von Winterswijk                           |
| Abzweig geradeaus und von rechts (Strecke außer Betrieb) |                      | Bahnstrecke von Hengelo                               | Bahnstrecke von Hengelo                               |
| Bahnhof (Strecke außer Betrieb) | 0,0                  | Neede                                                 | Neede                                                 |
| Abzweig geradeaus und nach links (Strecke außer Betrieb) |                      | Bahnstrecke nach Doetinchem                           | Bahnstrecke nach Doetinchem                           |
| Haltepunkt / Haltestelle (Strecke außer Betrieb) | 2,2                  | Kisveld                                               | Kisveld                                               |
| Haltepunkt / Haltestelle (Strecke außer Betrieb) | 4,0                  | Noordijk                                              | Noordijk                                              |
| Haltepunkt / Haltestelle (Strecke außer Betrieb) | 7,9                  | Gelselaar                                             | Gelselaar                                             |
| Grenze (Strecke außer Betrieb) |                      | Grenze Gelderland-Overijssel                          | Grenze Gelderland-Overijssel                          |
| Brücke über Wasserlauf (Strecke außer Betrieb) |                      | Schipbeek                                             | Schipbeek                                             |
| Bahnhof (Strecke außer Betrieb) | 10,7                 | Diepenheim                                            | Diepenheim                                            |
| Brücke über Wasserlauf (Strecke außer Betrieb) |                      | Twentekanal                                           | Twentekanal                                           |
| Abzweig geradeaus und nach rechts (Strecke außer Betrieb) |                      | ehem. Verbindungskurve nach Glanerbrug (bis 1935)     | ehem. Verbindungskurve nach Glanerbrug (bis 1935)     |
| Kreuzung (Strecke geradeaus außer Betrieb) |                      | Bahnstrecke Zutphen–Glanerbeek                        | Bahnstrecke Zutphen–Glanerbeek                        |
| Abzweig geradeaus und von links (Strecke außer Betrieb) |                      | ehem. Verbindungskurve von Zutphen (bis 1972)         | ehem. Verbindungskurve von Zutphen (bis 1972)         |
| Bahnhof (Strecke außer Betrieb) |                      | Goor West                                             | Goor West                                             |
| Abzweig geradeaus und nach rechts (Strecke außer Betrieb) |                      | Anschluss Bleicherei                                  | Anschluss Bleicherei                                  |
| Haltepunkt / Haltestelle (Strecke außer Betrieb) | 17,9                 | Elsenerbroek                                          | Elsenerbroek                                          |
| Haltepunkt / Haltestelle (Strecke außer Betrieb) | 21,3                 | Enter                                                 | Enter                                                 |
| Abzweig ehemals geradeaus und von rechts |                      | Bahnstrecke von Almelo                                | Bahnstrecke von Almelo                                |
| Bahnhof | 26,2                 | Rijssen                                               | Rijssen                                               |
| Abzweig ehemals geradeaus und nach links |                      | Bahnstrecke nach Deventer                             | Bahnstrecke nach Deventer                             |
| Haltepunkt / Haltestelle (Strecke außer Betrieb) | 29,8                 | Zuna                                                  | Zuna                                                  |
| Abzweig geradeaus und von rechts (Strecke außer Betrieb) | 32,6                 | Anschluss Bleicherei                                  | Anschluss Bleicherei                                  |
| Abzweig geradeaus und nach rechts (Strecke außer Betrieb) |                      | Anschluss Weberei                                     | Anschluss Weberei                                     |
| Bahnhof (Strecke außer Betrieb) | 33,5                 | Nijverdal Zuid                                        | Nijverdal Zuid                                        |
| Abzweig geradeaus und nach rechts (Strecke außer Betrieb) |                      | ehem. Verbindungskurve (bis 1972)                     | ehem. Verbindungskurve (bis 1972)                     |
| Kreuzung (Strecke geradeaus außer Betrieb) |                      | Bahnstrecke Zwolle–Almelo                             | Bahnstrecke Zwolle–Almelo                             |
| Abzweig geradeaus und von links (Strecke außer Betrieb) |                      | ehem. Verbindungskurve von Nijverdal Noord (bis 1972) | ehem. Verbindungskurve von Nijverdal Noord (bis 1972) |
| Abzweig geradeaus und von rechts (Strecke außer Betrieb) | 34,2                 | Anschluss Bleicherei                                  | Anschluss Bleicherei                                  |
| Kopfbahnhof Streckenende (Strecke außer Betrieb) | 36,6                 | Hellendoorn                                           | Hellendoorn                                           |

Die Bahnstrecke Neede–Hellendoorn war eine Bahnstrecke in den niederländischen Provinzen Gelderland und Overijssel. Sie war von 1910 bis 1935 für Personenverkehr und bis 1972 für Güterverkehr in Betrieb.

## Geschichte
Die Strecke wurde bis 1905 geplant, sodass noch im selben Jahr mit dem Bau begonnen werden konnte. Am 10. Mai 1910 wurde die Strecke eröffnet.
Schon bald wurde jedoch klar, dass die geringen Fahrgastzahlen nicht ausreichen, um die Strecke wirtschaftlich zu betreiben, weshalb einige Stationen bereits in den 1920er Jahren geschlossen wurden. Zusätzlich wurde der Twentekanal eröffnet, welcher die Strecke südlich von Goor gekreuzt hätte. Da ein Brückenbau jedoch in keinem Verhältnis zum Verkehrsaufkommen stand, wurde zunächst ein provisorischer Damm durch das bereits fertige Kanalbett gebaut. Zur Flutung des Kanals wurden Damm und der betroffene Streckenabschnitt am 15. Januar 1935 außer Betrieb genommen. Seitdem verkehrten auf der gesamten Strecke keine Personenzüge mehr.
Zur Beförderung von Gütern zu den Bleichereien und Webereien wurden die Streckenabschnitte von Neede nach Noordijk, sowie bei Goor West und Nijverdal bis 1972 weiter betrieben und anschließend abgetragen.
Einige Relikte der Strecke sind immer noch erhalten: Die Empfangsgebäude der Stationen Kisveld, Noordijk, Gelselaar, Diepenheim und Enter befinden sich heute in Privatbesitz.